# Кухня Антигуа и Барбуды

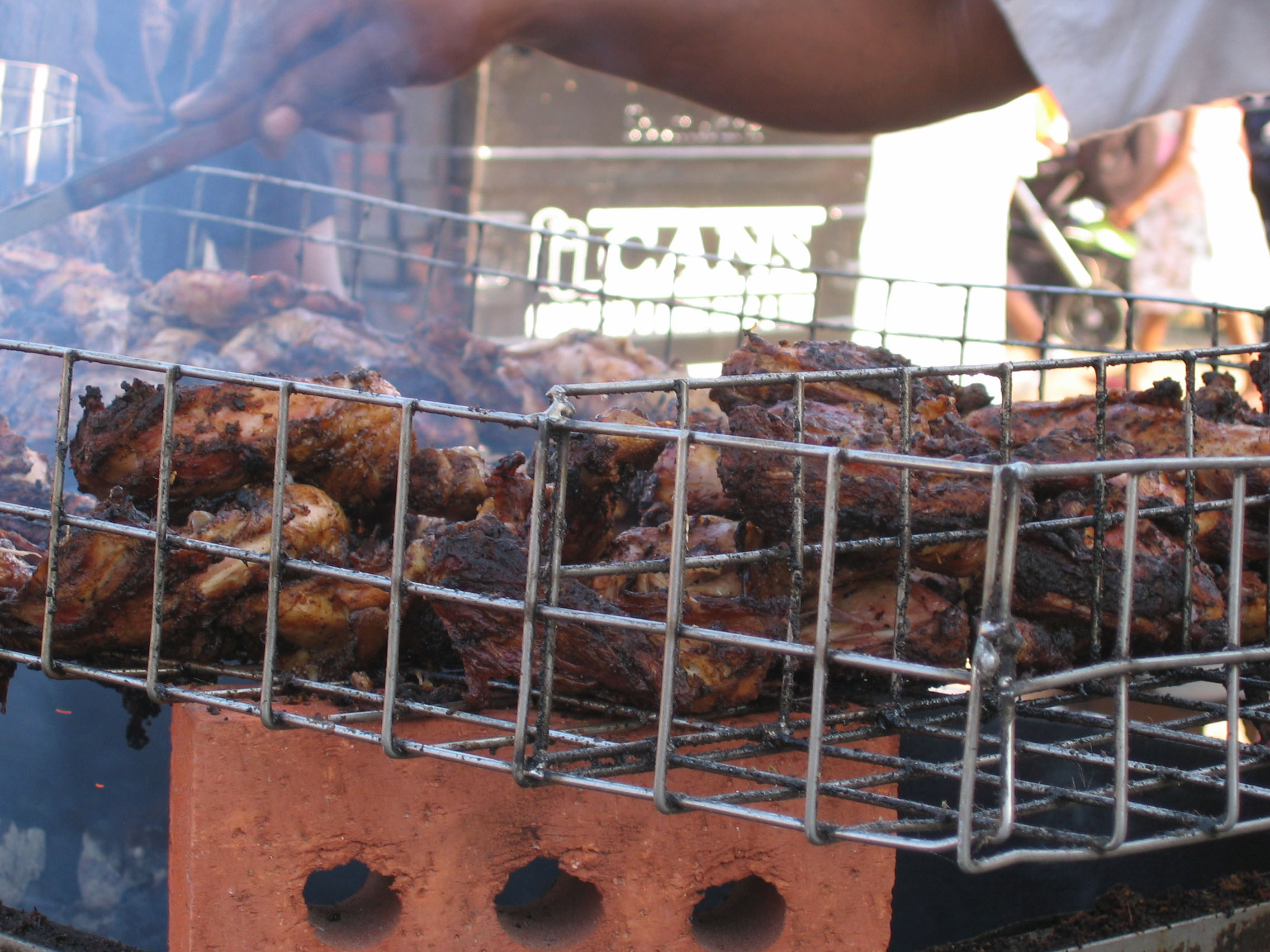
Жареная курица по-ямайски

Кухня Антигуа и Барбуды относится к кухням Карибских островов Антигуа и Барбуда. Национальное блюдо — fungie или cou-cou из кукурузной муки и бамии (окры), и стью pepperpot. Fungie — блюдо, похожее на итальянскую поленту, в основном из кукурузной муки. Другие местные блюда Антигуа и Барбуда включают ducana (дамплинги из сладкого картофеля), приправленный рис, солёную рыбу и омаров (из Барбуды). Есть также местные кондитерские изделия: сахарный пирог, фадж, тушеное стью с малиной и тамариндом и грильяж.
Хотя эти продукты являются коренными для Антигуа и Барбуды, и некоторых других стран Карибского бассейна, местная диета изменилась и теперь включает некоторые блюда Ямайки, такие как вяленое и жареное мясо по-ямайски (jerk meats) и лепёшки роти.

## Распространённые продукты и блюда

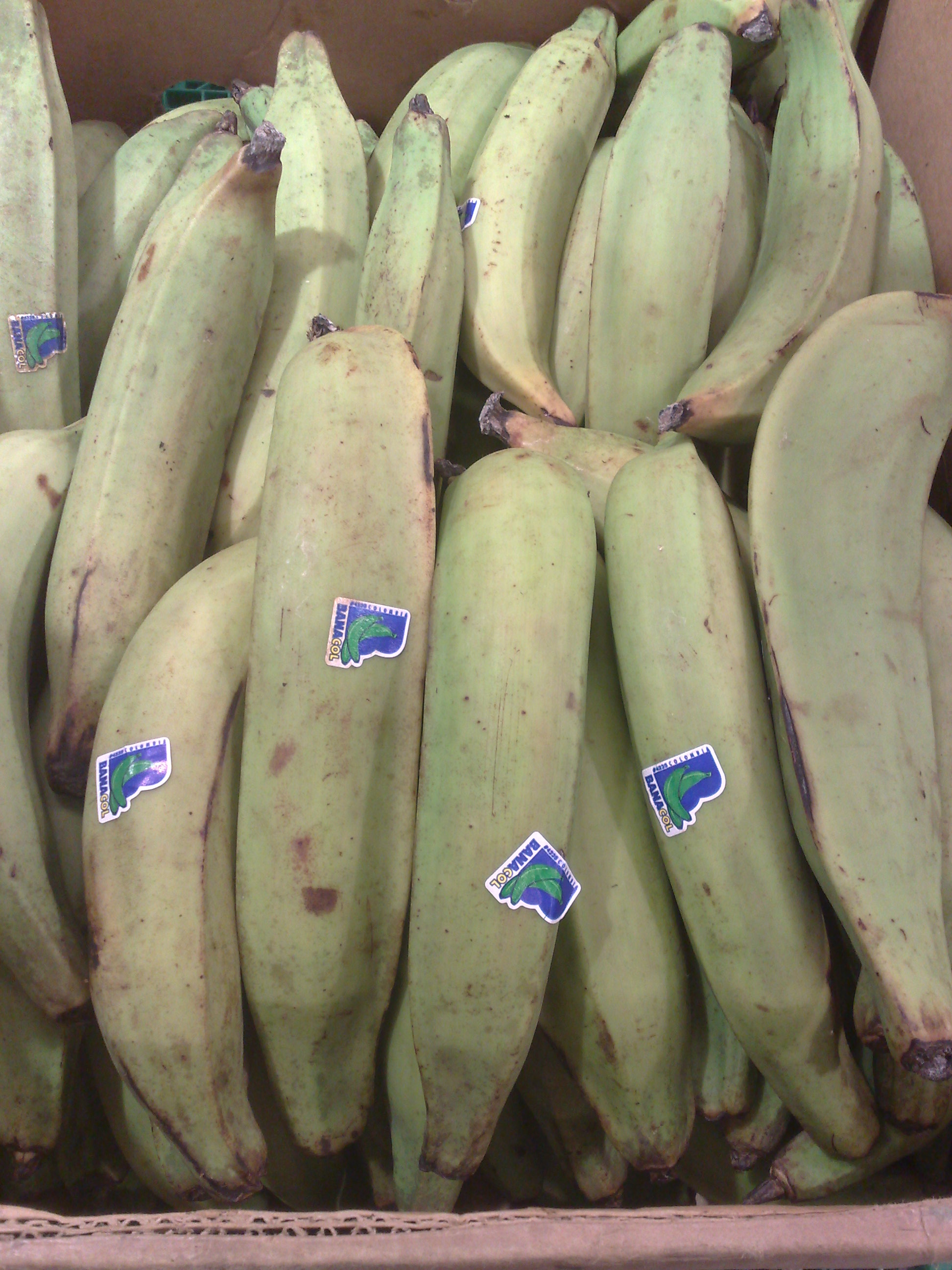
Бананы-плантаны

Блюда на завтрак включают солёную рыбу, баклажаны (также известные как troba), яйца и латук. Обеды обычно включают крахмалистые продукты, такие как рис, макароны или пасту, овощи или салат, основное блюдо (рыба, курица, свинина, говядина и т. д.), макаронный пирог, запечённый картофель или бананы. По воскресеньям многие жители страны ходят в церковь, а потом готовят дома разнообразные блюда. Ужин по воскресеньям часто едят раньше (около 14:00), потому что по воскресеньям люди в основном не работают. Ужин может включать свинину, запечённую курицу, тушеную баранину или индейку, а также рис (приготовленный разными способами), макаронный пирог, салаты и местные напитки. Десерт может быть мороженым и пирогом или яблочным пирогом (манго и ананасовый пирог в их сезон) или желе.
Антигуанский масляный хлеб также является основным продуктом антигуанской кухни, это мягкий маслянистый хлеб, который не требует добавления масла после выпечки. Многие местные жители наслаждаются свежеиспеченным масляным хлебом и сыром на завтрак и в течение дня. По всей Антигуа есть много домов, на территории которых построены небольшие пекарни, где местные жители могут пойти и купить эти свежеиспеченные буханки. К ним добавляют сыр, сардины и ярко-красную колбасу, которую местные жители иногда называют салями, и многие другие продукты. У них также есть то, что называется провизией — это продукты, такие как картофель, ямс, сладкий картофель, эддо и т. д. Во время местных карнавалов соус, очень острый суп из свиных ножек, суставов и хвостов с большим количеством лука, является популярной закуской, которую продают на обочине дороги. Чёрный пудинг, также известный как кровяная колбаса, с рисом, мясом и кровью, также нравится местным жителям Антигуа. Путешествуя по сельской местности Антигуа, вы увидите, как местные жители жарят свежую собранную кукурузу, обычно в шелухе, на самодельных грилях, готовую к покупке и употреблению в пищу.
В Антигуа с гордостью заявляют, что выращенные здесь ананасы являются одними из самых сладких видов, которые только можно найти. Ананас Antiguan — очень маленький фрукт, но часто сочный и сладкий. По всему острову выращивают небольшие ананасы.

## Напитки
Местные напитки: моби (mauby) — напиток на основе коры деревьев; напиток из ирландского мха; сок тамаринда; малиновый сок; сок манго; лимонад; кокосовое молоко; сок гибискуса; имбирное пиво; сок маракуйи; сок гуавы; сок сметанного яблока; освежающие напитки. К алкогольным напиткам относятся пиво, солодовые (виски) и ром, многие из которых сделаны на месте, в том числе Wadadli beer (названное в честь оригинального названия острова) и отмеченный наградами English Harbour Rum. Многие местные жители пьют газированные напитки в бутылках, которые они называют сладкими напитками, а один из наиболее популярных — пунш. Также местные жители любят пиво Red Stripe, Malta, Guinness Stout и пиво Heineken. На рождественские праздники особый праздничный алкогольный напиток, который очень популярен на Антигуа, называется Ponche Kuba Cream Liqueur, густой напиток кремово-коричневого цвета, который также очень сладкий и с высоким содержанием алкоголя.